# Pseudocampylium
Pseudocampylium är ett släkte av bladmossor som beskrevs av Vanderp. och Lars Hedenäs. Pseudocampylium ingår i familjen Amblystegiaceae.
Släktet innehåller bara arten Pseudocampylium radicale.